# КК АВ Охрид
КК АВ Охрид је македонски кошаркашки клуб из Охрида. У сезони 2016/17. такмичи се у Првој лиги Македоније.

## Историја
Клуб је основан 2014. године. Од сезоне 2016/17. такмичи се у Првој лиги Македоније.